# Studená Voda (Božanov)

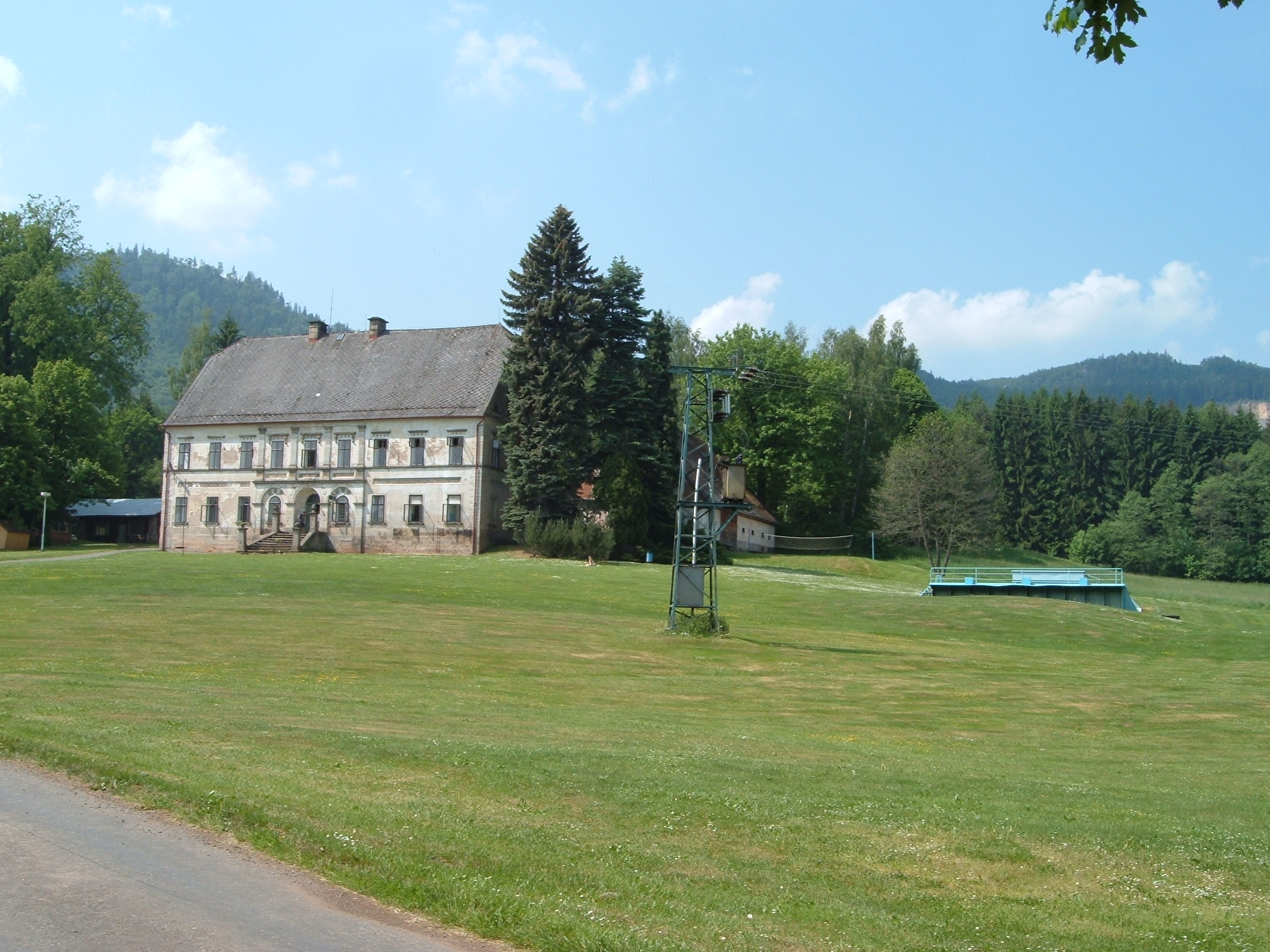
ehemaliges Ausflugsrestaurant Weinhaus

Studená Voda, bis 1997 Studená, (deutsch Kaltwasser) ist ein Ortsteil der Gemeinde Božanov in Tschechien. Er liegt drei Kilometer westlich der polnischen Stadt Radków (Wünschelburg) an der tschechisch-polnischen Grenze und gehört zum Okres Náchod.

## Geographie
Studená Voda befindet sich am nördlichen Fuße des Heuscheuergebirges im Tal des Baches Studená (Kaltwasser), eines linken Zuflusses zur Pośna (Rathener Wasser). Nördlich erhebt sich der Červený vrch (Rother Berg, 488 m n.m.), im Nordosten der Božanovský vrch (Barzdorfer Berg, 496 m n.m.), östlich die Guzowata (Hoppberge, 492 m n.p.m.), im Süden der Wrzesiny (Heidelberg, 660 m n.p.m.) und der Szczeliniec Wielki (Große Heuscheuer, 919 m n.p.m.), südwestlich die Bílá skála (Weißer Stein, 696 m n.m.), im Westen die Lopota (716 m n.m.) und der Suchý vrch (715 m n.m.) sowie nordwestlich der Božanovský Špičák (Spitzberg, 773 m n.m.) und die Koruna (Ringelkoppe, 769 m n.m.).
Nachbarorte sind Božanov (Barzdorf) im Norden, Nový Dvůr (Neuhof) und Gajów (Reichenforst) im Nordosten, Skibin (Scheibau) und Radków im Osten, Leśna (Siebenhuben) und Kolonia Leśna (Kolonie Hain) im Südosten, Karłów (Karlsberg) im Süden, Pasterka (Passendorf) im Südwesten, Machovská Lhota (Lhota Möhlten), Řeřišný (Brunnkress) und Bělý (Bieley) im Westen sowie Červená Hora (Rothehöh) und U Veverky (Eichkatzel) im Nordwesten.

## Geschichte
Kaltwasser wurde im Jahre 1784 durch die Stiftsherrschaft Braunau unmittelbar an der Grenze zur Grafschaft Glatz in einem abgelegenen Tal auf Barzdorfer Bauerngründen angelegt.
Im Jahre 1833 bestand das im Königgrätzer Kreis gelegene Dorf Kaltwasser aus 13 Häusern, in denen 93 Personen lebten. Im Ort gab es ein Wirtshaus und eine Mühle; in einer Waldschlucht lag der Kalte Teich, in dem Forellen gezüchtet wurden. Kaltwasser unterstand den Barzdorfer Gerichten und war nach Barzdorf eingepfarrt. 1843 hatte Kaltwasser 104 deutschsprachige Einwohner, die Zahl der Häuser war unverändert. Bis zur Mitte des 19. Jahrhunderts blieb das Dorf der Stiftsherrschaft Braunau untertänig.
Nach der Aufhebung der Patrimonialherrschaften bildete Kaltwasser/Studená ab 1849 einen Ortsteil der Gemeinde Barzdorf/Božanov im Gerichtsbezirk Braunau. Im Jahre 1868 wurde Kaltwasser dem Bezirk Braunau zugeordnet. Auf Grund der fehlenden Industrie setzte in der zweiten Hälfte des 19. Jahrhunderts eine zunehmende Abwanderung der Bevölkerung in die Zentren Braunau und Halbstadt ein, einige Einwohner wanderten nach Chile aus. Das Weinhaus entwickelte sich in dieser Zeit zu einem beliebten Ausflugslokal am Weg zu den Wasserfällen des Heuscheuerbaches bei Klein Karlsberg und zur Heuscheuer. Nach dem Münchner Abkommen wurde Kaltwasser im Herbst 1938 dem Deutschen Reich zugeschlagen und gehörte bis 1945 zum Landkreis Braunau. 1939 lebten in dem Dorf nur noch 45 Personen.
Nach dem Ende des Zweiten Weltkrieges kam Studená zur Tschechoslowakei zurück und die deutsche Bevölkerung wurde vertrieben. Wegen der abgelegenen Grenzlage, nunmehr zu Polen, wurde das Dorf nur in geringem Maße wiederbesiedelt. Im Zuge der Gebietsreform von 1960 erfolgte die Aufhebung des Okres Broumov, seitdem gehört Studená zum Okres Náchod. 1973 verlor das weitgehend verlassene Dorf seinen Status als Ortsteil von Božanov. Seit Anfang 1998 ist der Ort, unter dem neuen Namen Studená Voda wieder als Ortsteil von Božanov ausgewiesen.
1991 hatte Studená Voda keine ständigen Einwohner. Im Jahre 2001 bestand das Dorf aus einem Wohnhaus und hatte wiederum keine ständigen Einwohner. Studená Voda besteht heute aus fünf Adressen.

## Ortsgliederung
Der Ortsteil Studená Voda ist Teil des Katastralbezirkes Božanov.

## Sehenswürdigkeiten
- Ehemaliges Ausflugsrestaurant Weinhaus
- Wüste Burg, genannt Raubeschloss bzw. Hrad u Božanova, oberhalb des Kalten Teiches am Abfall des Heuscheuergebirges, sie stammt aus der ersten Hälfte des 14. Jahrhunderts[5]
- Kalter Teich, im Wald westlich des Dorfes
- Sandsteinbruch an der Lopota, der im Barzdorfer Revier vorkommende Quadersandstein zeichnet sich gegenüber den meisten Sandsteinen des Falken- und Heuscheuergebirges durch seine besondere Härte aus und eignet sich daher gut als Baustein. Beim großen Umbau des Stifts Braunau unter dem Abt Othmar Daniel Zinke fanden vor allem Sandsteinquader von der Lopota Verwendung. Außerdem wurde der Stein zu Denkmälern und Mühlsteinen verarbeitet.[6]